# ISO 3166-2:MP
ISO 3166-2:MP is een ISO-standaard met betrekking tot de zogenaamde geocodes. Het is een subset van de ISO 3166-2 tabel, die specifiek betrekking heeft op de Noordelijke Marianen.
De gegevens werden tot op 26 november 2018 geüpdatet op het ISO Online Browsing Platform (OBP). Er worden geen deelgebieden gedefinieerd.
Volgens de eerste set, ISO 3166-1, staat MP voor de Noordelijke Marianen, het tweede gedeelte is een code bestaande uit één, twee of drie letters of cijfers en is bestemd voor het desbetreffende deelgebied.
Als eilandgebied van de Verenigde Staten zijn de Noordelijke Marianen daarnaast ook opgenomen met de code US-MP als onderdeel van de subset ISO 3166-2:US.